# تلیوستنخابل
تلیوستنخابل (انگلیسی: Tlyustenkhabl) یک شهرک در شهرستان تئوچژسکی استان آدیغیه کشور روسیه است.